# Johan Printz
Johan Printz, ursprungligen Johan Björnsson, född 20 juli 1592 i Bottnaryd i Småland, död 3 maj 1663, var en svensk militär och ämbetsman. Åren 1642–1653 var han guvernör över Nya Sverige.

## Biografi
Johan Björnsson föddes i den lilla socknen Bottnaryd, på gränsen till Västergötland, som son till kyrkoherden Björn Hansson och Gunilla Svensdotter (Putt). Printz studerade inledningsvis i Jönköping och senare vid gymnasierna i Skara och Linköping, varifrån han kom till Rostocks universitet, där han skrevs in 1618.

År 1642 utsåg Axel Oxenstierna Printz till guvernör över Nya Sverige, och efter att ha adlats med namnet Printz avseglade han med skeppen Fama och Svanen till Nya Sverige (här medföljde även Sven Skute) via Portugal, Kanarieöarna och ön Antigua där de firade jul. Under sista etappen passerade stormar, och de anlände till Fort Christina i februari 1643 med skadade skepp. Han anlade forten Fort Nya Göteborg (nuvarande Tinicum) och Fort Nya Korsholm, ett skeppsvarv och en träkyrka. Av indianerna fick den korpulente Johan Printz namnet Storbuken.

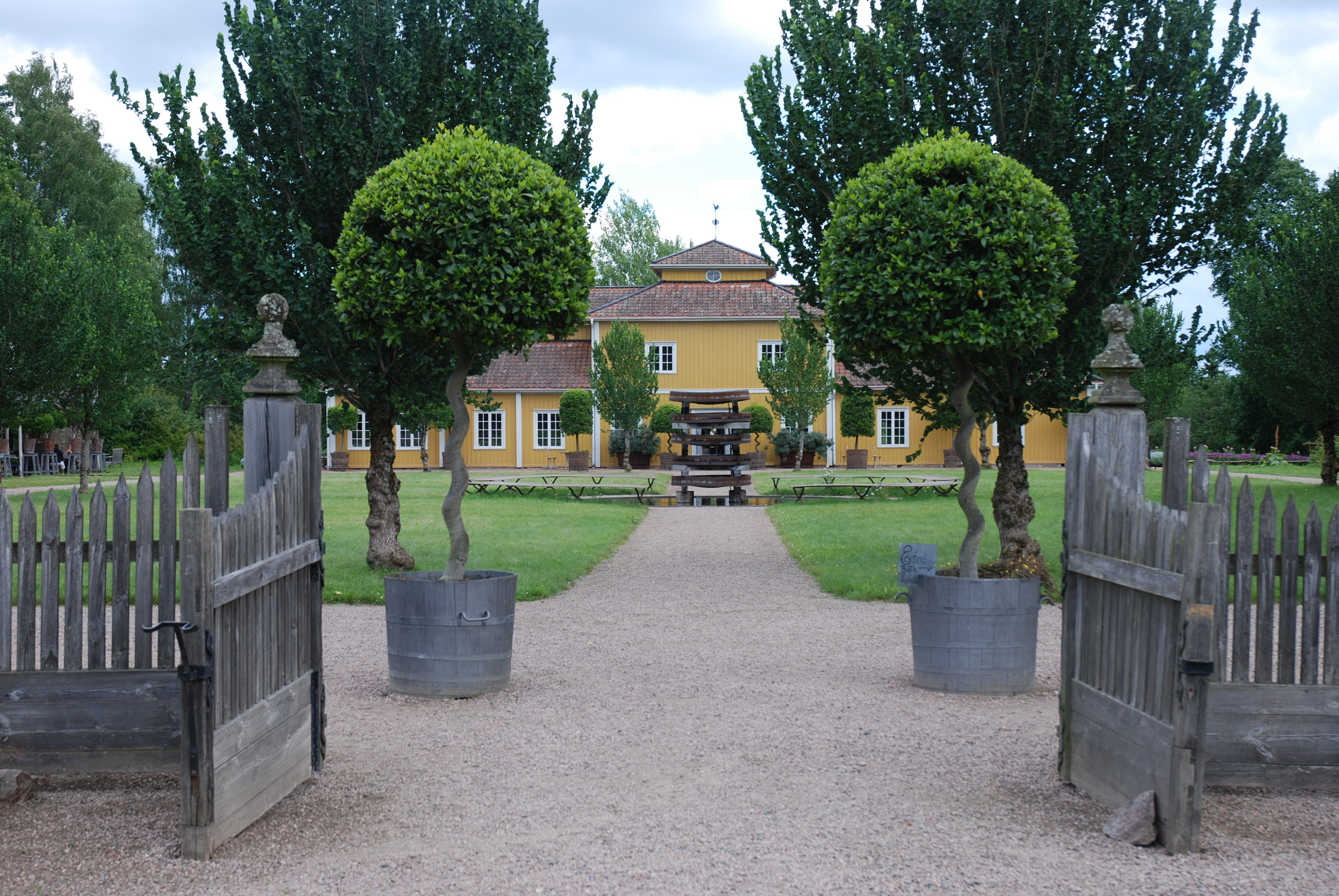
Vid hemkomsten från svenskkolonin Nya Sverige bosatte han sig Gunillaberg

Först 1646 kom skeppet Den gyllene hajen med förnödenheter till kolonin, men vidare uteblev, och den holländska kolonin blev mer och mer aggressiv, men svenskarna hade begränsade resurser att försvara sig. Till slut var man tvungna att dra sig tillbaka till ett enda fort, och 1653 underskrev 22 män en petition för Printz avsättning, varefter Printz avrättade en av männen. Situationen eskalerade, och Johan Printz utsåg 1653 sin svärson Johan Papegoja till guvernör och återvände till Sverige. Tillbaka i Sverige 1654 flyttade Johan Printz till gården Gunillaberg vid Bottnaryd. Han var landshövding i Jönköpings län 1658–63. 
Johan Printz gifte sig första gången 1622 i Helmstadt med en dotter till Lydeke Hansson von Bock och Armegard von Hagen, Elisabeth von Bock (1598–1640), och andra gången 1641 i Stockholm med Maria von Linnestau (1610-60). Han överlevdes av fem döttrar, däribland Armegot Printz, den enda kvinnan från Nya Sverige som det finns detaljerad information om.

## Barn
Barn i första äktenskapet:
- Gustav Printz, ryttmästare vid Västgöta ryttare (Västgöta kavalleri). Stupar vid Genevadsbro 1657 och är begravd i Bottnaryds kyrka.
- Armegard Printz, född 1625, gift 1644 med Johan Papegoja, död 25 nov 1695 på Läckö slott
- Christina Printz, gift med Peter Örnklo

Barn i andra äktenskapet:
- Catharina Elisabet Printz, född 1642 i Stockholm, död 1712 på Fjäll, Björsäters socken, gift med major Göran Pilefelt.
  - Gunilla , född i Nya Sverige. Gift med Gustav Gyllenpatron
  - Elsa, född 1651 9/2 i Nya Sverige, död 1720 24/9 på Åbylund i Strå socken, Östergötland. Gift 1:o 1671 i Tyskland med ryttmästaren vid Smålands kavalleriregemente Curt Fredrik von Rohr, död 1677. Gift 2:o 1681 på Åbylund, Strå socken, Östergötland med lagmannen Jacob du Rees (1639-1725).
  - Elisabeth, gift med fogden Johan Scharin

## Platser uppkallade efter Johan Printz
- Governor Printz Park ligger vid 2nd Street och Taylor Avenue, Essington.
- Printztorp, Essex House, vid 102 Penn St. Chester.
- Johan Printz väg, Bottnaryd
- Johan Printz väg, Johanneshov (Hammarbyhöjden)
- Johan Printz väg, Jönköping
- Prinseryd, gård i Bankeryds sn., Jönköpings län.

Över Johan Printz restes också 1965 en skulptur av Axel Wallenberg utförd i brons i Rådhusparken, Jönköping.
En staty föreställande Johan Printz finns också nära huvudentren vid Länssjukhuset Ryhov, Jönköping. 